# 威德尔岛
威德尔岛是福克兰群岛中第三大岛，总面积254 km²。在19世纪末之前，此岛曾名天鹅岛。此岛以1800年代造访此地的英国航海家詹姆斯·威德尔命名。该岛的野生生物有海狮、企鹅、海豚等。